# Адіабатний електронний перенос
Адіабатний електронний перенос (англ. adiabatic electron transfer) — процес переносу електрона, при якому система, що реагує, залишається на одній електронній поверхні при переході від реактантів до продуктів. Для таких переходів електронний трансмісійний фактор є близьким до одиниці.